# Добє-при-Лесичнем
Добє-при-Лесичнем (словен. Dobje pri Lesičnem) — поселення в общині Шентюр, Савинський регіон, Словенія. 
Висота над рівнем моря: 450,7 м.